# Jérôme Savary
Pour les articles homonymes, voir Savary.
Jérôme Savary, né le 27 juin 1942 à Buenos Aires et mort le 4 mars 2013 à Levallois-Perret, est un acteur, metteur en scène, directeur de théâtre et de théâtre musical franco-argentin.
Proches au départ d'un esprit soixante-huitard, par son inclination pour la musique, son humour et son sens de la fête, ses productions originales évoluent ensuite vers le divertissement ou la féerie. Dans ses différentes manières, qui ne refusaient ni la farce ni le théâtre de boulevard, ni bien sûr le cirque, avec ses performances et ses parades musicales, il sut renouveler et démocratiser la mise en scène française, pour ce type de spectacle.
Il aborda le théâtre classique (celui de Molière, ou de Shakespeare, toujours avec musique), mais aussi fréquemment des genres plus proprement musicaux, assez divers : la comédie musicale et l'opérette, l'opéra bouffe et l'opéra-comique, ou parfois même l'opéra.

## Biographie
Son père, français, était écrivain, et sa mère, américaine de la haute société, la petite-fille de Frank Higgins, gouverneur de l'État de New York (1905-1907). Élève au collège Cévenol du Chambon-sur-Lignon, Jérôme Savary se rend très jeune à Paris, apprend la musique avec la famille de Maurice Martenot et fait des études aux Arts Déco.
À 19 ans, il part pour New York. Vivant avec la photographe attitrée des jazzmen [qui?], il fréquente ainsi les pianistes Count Basie et Thelonious Monk, mais aussi des auteurs comme Lenny Bruce, Jack Kerouac, Allen Ginsberg… En 1962, il retourne en Argentine, sa terre natale, et y accomplit son service militaire dans un régiment d'artillerie hippomobile pendant sept mois, puis travaille à Buenos Aires comme illustrateur de dictionnaire et dessinateur de bandes dessinées dans la même revue que Copi.

### Le Grand Magic Circus
De retour à Paris en 1965, il rencontre Jacques Coutureau, déjà directeur d'une troupe, et crée la « Compagnie Jérôme Savary », devenue « le Grand Panic Circus » (avec Alejandro Jodorowsky, Fernando Arrabal, Roland Topor autour de lui). « Le Grand Magic Circus lui succède en 1966 avec Jacques Coutureau et Michel Lebois. » (qui se nommera finalement « Le Grand Magic Circus et ses animaux tristes »).
Il faut distinguer deux périodes du Grand Magic Circus : la première jusqu'en 1977, au départ de Jacques Coutureau, la seconde jusqu'au décès de son mentor. Dans la troupe, on peut citer Mona Heftre, Antonin Maurel ou Michel Dussarat. Aux frontières du théâtre, du cirque et du music-hall, Jérôme Savary et sa troupe ont su inventer des fêtes inoubliables.
Sa version de Cabaret (1986) est récompensée en France (1re cérémonie de la Nuit des Molières en 1987) et en Espagne (en 1993) ; à son actif également, des œuvres aussi diverses que La Périchole de Jacques Offenbach, Rigoletto de Giuseppe Verdi, Le Barbier de Séville de Gioacchino Rossini, La Légende de Jimmy, Marilyn Montreuil, Zazou, Y'a d'la joie, Mistinguett, Irma la douce…
En mai 68, il participe au journal Action.

### Directeur de théâtres

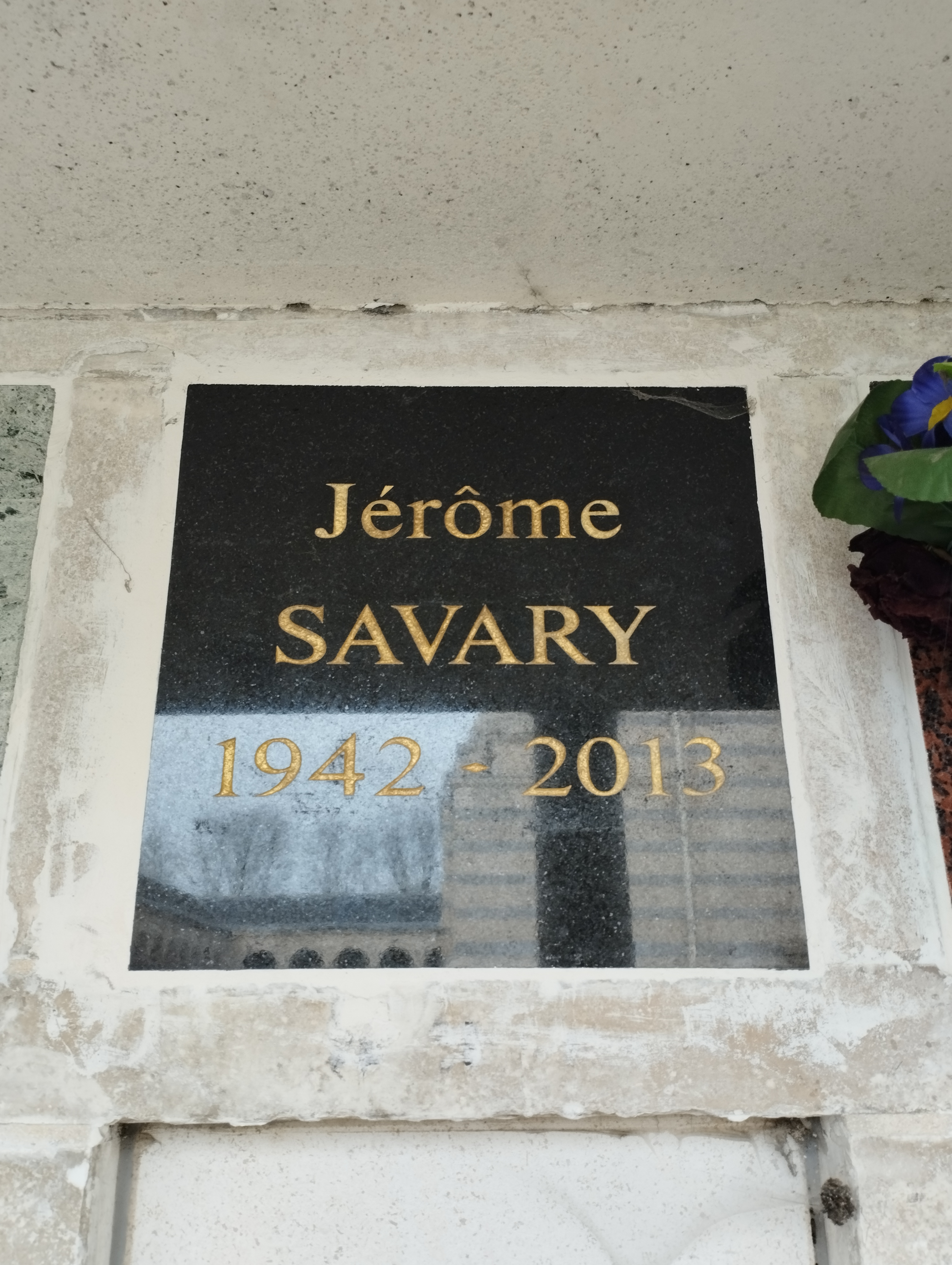
Plaque funéraire de Jérôme Savary au cimetière du Père-Lachaise (columbarium, division 87 ; case no 392).

- De 1982 à 1986, il dirige le Centre dramatique national du Languedoc-Roussillon baptisé Nouveau Théâtre Populaire de la Méditerranée à Montpellier.
- De 1986 à 1988, il dirige le Centre dramatique de Lyon, Théâtre du 8e, rebaptisé Carrefour européen du théâtre à Lyon.
- De 1988 à 2000, il est à la tête du Théâtre national de Chaillot.
- De 2000 à 2007, il est le directeur de l'Opéra-Comique, qu'il renouvelle complètement[3].
- De 2007 à 2013, il dirige sa propre structure de création théâtrale, La Boîte à rêves, basée à Béziers dans le théâtre des Franciscains.

### Vie privée
Il avait quatre enfants. Avec Sabine Monirys : Robinson (photographe et cinéaste). Avec Mona Heftre : Manon (metteuse en scène) et Nina. Avec Gretel, une comédienne cubaine : Béatrice-Carmen.
Il se définissait comme un grand « mélancomique ».

### Mort
Il meurt le 4 mars 2013 des suites d'un cancer,.
Ses cendres sont déposées au columbarium du Père-Lachaise (case 392).

## Théâtre

### Comédien
- 1965 : Ubu roi d'Alfred Jarry, mise en scène Victor Garcia, Théâtre Récamier

### Metteur en scène
- 1965 : Les Boîtes et L'Invasion du vert olive de Jérôme Savary
- 1966 : Le Labyrinthe de Fernando Arrabal, Théâtre Daniel Sorano Vincennes
- 1967 : Oratorio macabre du radeau de la Méduse de Jérôme Savary, Studio des Champs-Élysées
- 1969 : Os Montros, São Paulo

#### Avec leGrand Magic Circus
- 1971 : Chroniques coloniales ou Les aventures de Zartan, frère mal-aimé de Tarzan, Théâtre de la Cité internationale
- 1972 : Robinson Crusoé
- 1973 : Cendrillon et la lutte des classes
- 1973 : De Moïse à Mao, Théâtre national de Strasbourg
- 1974 : Good bye Mr. Freud de Copi et Jérôme Savary, Théâtre de la Porte-Saint-Martin
- 1976 : Les Grands Sentiments de Jérôme Savary, Théâtre de l'Est Parisien
- 1977 : Léonce et Léna de Georg Büchner, Schauspielhaus Hambourg
- 1977 : Die Zigeunerin Courage (La tzigane Courage) d'après Grimmelshausen
- 1978 : Argentine aller-retour de Copi
- 1978 : La Vie parisienne de Jacques Offenbach, Opéra de Francfort
- 1978 : Le Tour du monde en 80 jours, d’après Jules Verne, Schauspielhaus Hambourg
- 1978 : Les Mille et Une Nuits de Jérôme Savary
- 1979 : Le Voyage dans la lune de Jacques Offenbach, Opéra-Comique de Berlin Est
- 1979 : Jeder stirbt für sich allein de Hans Fallada, co-mise en scène avec Peter Zadek, Schiller Theater Berlin
- 1980 : Dommage qu'elle soit une putain de John Ford, Schauspielhaus Bonn
- 1981 : Le Bourgeois gentilhomme, comédie-ballet de Molière, Nouveau théâtre de Nice, Théâtre de l'Est parisien
- 1981 : Les Mélodies du malheur
- 1981 : Noël au front de Helmut Ruge, Théâtre national de Strasbourg
- 1982 : Superdupont ze Show de Marcel Gotlib et Jérôme Savary, avec Alice Sapritch, Théâtre de Béziers, Nouveau théâtre de Nice, Théâtre national de l'Odéon
- 1982 : L’Histoire du soldat de Charles-Ferdinand Ramuz et Stravinsky, Scala de Milan
- 1982 : La Périchole de Jacques Offenbach, Grand Théâtre de Genève
- 1982 : La Veuve joyeuse de Franz Lehár, Grand Théâtre de Genève
- 1983 : Anacréaon de Cherubini, Scala de Milan
- 1983 : La Belle Hélène de Jacques Offenbach, Opéra-Comique
- 1983 : Cyrano de Bergerac d’Edmond Rostand, avec Jacques Weber, Théâtre Mogador et en tournée jusqu'en 1985 Théâtre du 8e à Lyon ...
- 1983 : Histoire du cochon qui voulait maigrir d'après Colin McNaughton, Théâtre Mogador
- 1984 : Bye bye show biz de Jérôme Savary, Théâtre Carlo Goldoni Venise, Nouveau théâtre de Nice, Théâtre Mogador
- 1984 : La Vie parisienne de Jacques Offenbach, Opéra Comédie Montpellier
- 1984 : La Flûte enchantée, Singspiel (opéra-comique) maçonnique de W. A. Mozart, au Festival de Bregenz en Autriche
- 1985 : La Femme du boulanger de Marcel Pagnol, avec Michel Galabru, Théâtre Mogador
- 1985 : Les Aventures inédites du cochon en Amazonie d'après Colin McNaughton, Théâtre Mogador
- 1986 : Le Barbier de Séville de Gioachino Rossini
- 1986 : Don Juan-tango de Quim Monzó et Jérôme Savary, Théâtre du 8e de Lyon
- 1986 : Le Voyage dans la lune de Jacques Offenbach Grand Théâtre de Genève
- 1986 : Cabaret avec Ute Lemper, Théâtre du 8e de Lyon, Théâtre Mogador en 1987
- 1987 : Le Comte Ory de Gioachino Rossini, Théâtre du 8e de Lyon
- 1987 : L'Italienne à Alger de Gioachino Rossini
- 1987 : Le Bal des cocus de Jérôme Savary, avec Anémone au Théâtre du 8e de Lyon
- 1988 : D'Artagnan de Jean-Loup Dabadie d'après Alexandre Dumas, Théâtre national de Chaillot
- 1988 : Asterix d'après Albert Uderzo et René Goscinny, Cirque d’Hiver
- 1990 : Le Songe d'une nuit d'été de William Shakespeare, avec la musique de scène de Felix Mendelssohn, Festival d'Avignon
- 1990 : La Légende de Jimmy de Michel Berger et Luc Plamondon, Théâtre Mogador
- 1991 : Marilyn Montreuil de Jérôme Savary et Diane Tell, Théâtre national de Chaillot
- 1991 : Attila de Giuseppe Verdi avec Samuel Ramey, Scala de Milan et Grand Théâtre de Genève en 1992
- 1992 : La Nuit des rois de William Shakespeare, Théâtre national de Chaillot
- 1993 : La Cenerentola de Gioacchino Rossini, Grand Théâtre de Genève
- 1994 : La Résistible Ascension d'Arturo Ui  de Bertolt Brecht, Théâtre national de Chaillot
- 1994 : Chantecler d’Edmond Rostand, Théâtre national de Chaillot
- 1995 : Cabaret, nouvelle distribution
- 1995 : Mère Courage et ses enfants de Bertolt Brecht, Théâtre national de Chaillot
- 1996 : Nina Stromboli ou le démon de midi, Théâtre national de Chaillot
- 1996 : Rigoletto de Giuseppe Verdi d'après Victor Hugo, Opéra Bastille
- 1996 : Le Bourgeois gentilhomme, comédie-ballet de Molière, avec Catherine Jacob, Théâtre national de Chaillot
- 1997 : Cyrano de Bergerac d'Edmond Rostand, Théâtre national de Chaillot
- 1997 : Dommage qu'elle soit une putain de John Ford, Théâtre national de Chaillot
- 1997 : Dérapage d'après Arthur Miller, Théâtre de Paris
- 1997 : Y'a d'la joie !… et d'l'amour sur des musiques de Charles Trenet, Théâtre national de Chaillot
- 1998 : El burgués tropical d'après Molière, Théâtre national de Chaillot
- 1998 : La Mascotte d'Edmond Audran, Opéra Comédie, Capitole de Toulouse, Opéra-Comique
- 1999 : L'Avare de Molière, Théâtre national de Chaillot
- 1999 : La Périchole, la chanteuse et le dictateur de Jacques Offenbach, Théâtre national de Chaillot puis à l'Opéra-Comique
- 2000 : Les Contes d'Hoffmann de Jacques Offenbach, Chorégies d'Orange
- 2000 : [[ Irma la douce  De : Alexandre Breffort, Marguerite Monnot

Mise en scène : Jérôme Savary
Avec : Clotilde Courau, Arnaud Giovaninetti, Patrick Rocca, Denis Brandon, Pierre Jacquemont, Patrice Bornand, Julien Maurel, Miglen Mirtchev, Frédéric Longbois, Vincent Schmitt, Gilles Janeyrand, Laurent Delvert, Frédérik Steenbrink, Nina, Vincianne Regattieri, Patrice Leroy (comédie musicale)|Irma la douce]], Théâtre national de Chaillot puis à l'Opéra-Comique 
- 2001 : La Cenerentola de Gioachino Rossini, Opéra de Paris
- 2001 : La Vie parisienne de Jacques Offenbach, Opéra-Comique
- 2001 : Mistinguett, la dernière revue de Franklin Le Naour et Jérôme Savary, Opéra-Comique
- 2003 : Le Comte Ory de Gioachino Rossini, Opéra-Comique
- 2003 : Zazou, une histoire d’amour sous l’Occupation,Opéra-Comique
- 2003 : La Belle et la toute petite bête adaptation fantaisiste de La Belle et la Bête, avec Arielle Dombasle, Opéra-Comique
- 2004 : Les Contes d'Hoffmann de Jacques Offenbach, Palais omnisports de Paris-Bercy. Une mise en scène qui incluait notamment des vraies gondoles, naviguant dans une grande piscine.
- 2004 : Carmen de Georges Bizet, Chorégies d'Orange
- 2005 : La Vie d'artiste racontée à ma fille de Jérôme Savary, Théâtre national de l'Opéra-Comique
- 2005 : La Veuve joyeuse de Franz Lehár d'après Henri Meilhac, Théâtre national de l'Opéra-Comique
- 2006 : Rigoletto de Giuseppe Verdi, Opéra de Paris
- 2006 : Le Barbier de Séville de Gioachino Rossini, Théâtre national de l'Opéra-Comique
- 2006 : Demain la Belle de Bernard Thomas, Théâtre national de l'Opéra-Comique
- 2006 : Looking for (à la recherche de) Joséphine, Théâtre national de l'Opéra-Comique
- 2008 : Don Quichotte contre l'Ange bleu, avec Arielle Dombasle, Théâtre de Paris
- 2008 : Une trompinette au paradis d'après les textes de Boris Vian, Théâtre municipal de Béziers
- 2010 : Paris Frou-Frou. La Dernière Séance de Jérôme Savary, Théâtre Déjazet
- 2010 : Boris Vian. Une trompinette au Paradis de Jérôme Savary, Théâtre Déjazet
- 2012 : La Fille à Marins de Jérôme Savary, avec Nina Savary, Théâtre Rive Gauche
- 2012 : Tartarin de Tarascon de Jérôme Savary, d'après Alphonse Daudet, Théâtre André Malraux

## Filmographie

### Cinéma
- 1969 : Paris top secret de Pierre Roustang
- 1972 : Ça va, ça vient de Pierre Barouh
- 1973 : La Vie facile de Francis Warin
- 1975 : La Fille du garde-barrière de Jérôme Savary
- 1975 : Le Boucher, la Star et l'Orpheline de Jérôme Savary

### Télévision
- 1982 : Le Bourgeois gentilhomme de Dirk Sanders
- 1988 : D'Artagnan de Pierre Cavassilas
- 1991 : Attila de Christopher Swann
- 1996 : Nina Stromboli de Georges Bensoussan
- 1997 : Y'a d'la joie !… et d'l'amour de Didier Fontan
- 1997 : Le Comte Ory de Brian Large
- 2000 : La Périchole, la Chanteuse et le Dictateur de Don Kent
- 2000 : Les Contes d'Hoffmann de Ariane Adriani
- 2001 : Mistinguett, la dernière revue de Jérôme Savary
- 2003 : La Belle et la toute petite Bête de Max Luna

## Ouvrages
- Album du Grand Magic Circus, Belfond, 1974, autobiographiqueEn collaboration avec André Bercoff (textes) et Jacques Prayer (photographies).
- La Vie privée d'un magicien ordinaire, Ramsay, 1985, autobiographie
- Ma vie commence à 20 h 30, Stock/Laurence Pernoud, 1991, autobiographie
- Habana Blues, Grasset, 2000, roman
- Dictionnaire amoureux du spectacle, Plon, 2004, dictionnaire et anecdotesDessins d'Alain Bouldouyre.

## Distinctions
- Molières 1987 : Molière du spectacle musical pour Cabaret
- Chevalier de la Légion d'honneur
- Chevalier de l'ordre des Arts et des Lettres

### Autorité
- Notices d'autorité :   - VIAF
  - ISNI
  - BnF (données)
  - IdRef
  - LCCN
  - GND
  - Espagne
  - Belgique
  - Pays-Bas
  - Pologne
  - Israël
  - NUKAT
  - Catalogne
  - Tchéquie